# 照金镇
照金镇，是中华人民共和国陕西省铜川市耀州区下辖的一个乡镇级行政单位。
2015年，陕西省民政厅批复同意将照金镇柳林、东石坡、五联、蔡河、联合、神水6个村划归庙湾镇，吴庄、修文、王益、西古庄、龙首5个村划归石柱镇，九里坡、柏树塬、支前河3个村划归关庄镇。

## 行政区划
照金镇下辖以下地区：
照金村、芋园村、杨山村、代子村、高尔塬村、台尔村、尖坪村、田峪村、北梁村、腰岭村、梨树村、麻底村、胡巷村、五峰村、贺家庄村和瑶玉村。